# بيتريلا (ألبانيا)
بيتريلا (بالألبانية: Njësia administrative Petrelë، بالإنجليزية: Petrelë، بالتركية: Petrela): هي قرية وبلدية سابقة 15كم جنوب تيرانا، في وسط ألبانيا. وهي جزء من مقاطعة تيرانا. في إصلاح الحكومة المحلية 2015، أصبحت قسمًا فرعيًا من بلدية تيرانا. بلغ عدد السكان في تعداد عام 2011 5,542 نسمة. تشتهر بيتريلا بقلعتها وتاريخها.